# 佛冈中学
佛冈中学成立于1932年是一所完全中学（重点中学），位于广东省清远市佛冈县。创办人为时任佛冈县县长李本清。校名“佛冈县初级中学”。1953年改名为“佛冈县第一初级中学”。1956年招收第一批高中学生入学，校名改为“佛冈县第一中学”。